# Lepismium micranthum
Lepismium micranthum és una espècie vegetal del gènere Lepismium de la família de les cactàcies.

## Descripció
Lepismium micranthum creix de forma litòfita i és arbustiu, inicialment vertical, posteriorment les tiges s'estenen penjants, molt ramificades de fins a 1 metre o més de llarg. Els segments de les tiges de dos o tres fils són lobulats en les seves vores. Tenen fins a 20 centímetres de llarg i tenen un diàmetre entre 1,5 a 2 centímetres. Les arèoles que no es troben profundament encastades a les osques estan cobertes amb densos pèls llanosos groguencs. En sorgeixen fins a sis espines, algunes d'aquestes estan retorçades i aplanades.
Les flors són amples, tubulars i morades, apareixen a la punta de les tiges velles i només parcialment obertes. El tub de flors ben desenvolupat fa fins a 1,2 centímetres de llarg. El seu pericarpel és tomentós i està cobert d'alguns pèls. Els fruits són vermells esfèrics o allargats, una mica alats, són glabrescents i amb algunes espines.

## Ecologia
Les flors són pol·linitzades pels colibrís.

## Distribució
Lepismium micranthum és comú a la regió peruana de Puno a altituds de 2000 a 2500 metres.

## Taxonomia
Lepismium micranthum va ser descrita per Wilhelm A. Barthlott i publicat a Bradleya; Yearbook of the British Cactus and Succulent Society 5: 99. 1987.
Etimologia
Lepismium : nom genèric que deriva del grec: "λεπίς" (lepis) = "recipient, escates, apagat" i es refereix a la forma en què en algunes espècies les flors es trenquen a través de l'epidermis.
micranthum: epítet llatí que significa "de flor petita"
Sinonímia
- Cereus micranthus[3] Vaupel (1913) (basiònim)
- Acanthorhipsalis micrantha (Vaupel) Britton & Rose (1923)
- Lymanbensonia micrantha (Vaupel) Kimnach (1984)
- Pfeiffera micrantha (Vaupel) P.V.Heath (1994).